# Jezioro Wojnowskie
Jezioro Wojnowskie – jezioro w Bruździe Zbąszyńskiej o powierzchni 229 ha. Położone w powiecie zielonogórskim, na terenie gminy Babimost.

## Historia i tradycje kulinarne
Jezioro dzieli się na dwa plosa: wschodnie i zachodnie. W przeszłości w użyciu były też nazwy: jezioro Kramskie lub jezioro Tuchola. Bogate były tradycje rybackie związane z jeziorem. Wieś Wojnowo była wsią rybacką, o czym zapis istniał już w roku 1623. Większość ryb sprzedawano, jednak te mniej wartościowe (głównie leszcz i płoć, czyli tak zwane „czerwone oczka”) spożywano na miejscu, w związku z czym wykształciła się bogata lokalna tradycja kulinarna. Ryby przede wszystkim wędzono, ale też przyrządzano „na kwaśno”. Tradycja rybacka przetrwała do dziś. Lokalnie sporządzane są potrawy rybne, a paprykarz wojnowski został wpisany na krajową listę produktów tradycyjnych Ministerstwa Rolnictwa i Rozwoju Wsi. Corocznie urządzana jest we wsi Biesiada Rybacka z degustacją tradycyjnych potraw rybnych. Gospodarstwo Rybacka Chata otwarło wylęgarnię ryb słodkowodnych i ozdobnych. W 2015 leszcz i sandacz w kwaśnej zalewie z tego gospodarstwa zdobył w konkursie „Nasze Kulinarne Dziedzictwo – Smaki Regionów” (Poznań) nagrodę „Perły”. Taką samą nagrodę gospodarstwo zdobyło w 2016 za wojnowskiego sandacza w wojnowskim serze (współdziałanie z gospodarstwem serowarskim Qzko).

## Jakość wód
Według badań przeprowadzanych w latach 1993, 1999, 2004 przez Wojewódzki Inspektorat Ochrony Środowiska w Zielonej Górze czystość wód zarówno części wschodniej, jak i zachodniej jeziora była oceniona bardzo słabo jako pozaklasowa (n.o.n.). Badania z 2015 roku wykazały znaczną poprawę jakości wód głębszej części zachodniej, która została oceniona na 3 klasę jakości. Natomiast badania z 2018 roku określiły jakość wód części wschodniej na 4 klasę jakości.